# داوین کلارک
داوین کلارک (انگلیسی: Davian Clarke؛ زادهٔ ۳۰ آوریل ۱۹۷۶) دونده اهل جامائیکا است.